# ساختمان گروه داوطلبی موسیقی نظامی جورج ن. پارکس
گروه داوطلبی موسیقی نظامی جورج ن. پارکس محل گروه داوطلبی موسیقی نظامی دانشگاه ماساچوست می‌باشد. این ساختمان به گرینل آرنا (به انگلیسی: Grinnell arena) متصل است و مکانی برای یک گروه دانش آموزی ۳۵۰ نفره فراهم می‌کند. این نام پس از مدیریت طولانی مدت جورج ن. پارکس اطلاق گردید.

## دورنما
در سال ۱۹۹۷ کلیسای قدیمی که سال‌های زیاد محل گروه بود به دلیل بی‌ثباتی ساختاری بسته شده بود پس از آن مدرسه دفاتر گروه را به آپارتمان‌های دانشگاه که در این زمان خالی بود منتقل کرد.
دانشگاه به سرعت گرینل آرنا را برای استفاده گروه موسیقی نظامی بازسازی نمود. ساختمان گرینل آرنا توسط پیمانکاران شرکت ایسترن جنرال (به انگلیسی :Eastern General) بازسازی شد. از طرف اسپرینگ فیلد همان پیمانکاری که ۱۲ سال بعد ساختمان جدید گروه داوطلبی موسیقی نظامی جورج ن. پارکس را ساخت.
در دهه پایانی سال ۲۰۰۰ دانشگاه اعلام کرد که برنامه‌ای جهت تخریب ساختمان‌های دانشگاه دارد و دفاتر گروه پس از آن به آرنولد هوس (به انگلیسی:Arnoldhouse) انتقال داده شد.
گاهی اوقات در طول این دوره برنامه‌هایی جهت مکانی همیشگی برای گروه موسیقی نظامی ابلاغ می‌شد.

## ساختمان
هزینه مالی ساختمان ۵٫۷ میلیون دلا بود که ۱٫۲ میلیون دلار از طریق کمک‌های مردمی و ۴٫۵ میلیون دلار آن از بودجه دانشگاه پرداخت شد. اسم جورج ن. پارکس کمک کرد تا کمک‌های مردمی افزایش پیدا کند. این نخستین مکان دائمی از سال ۱۹۹۷ بود زمانی که آن‌ها دیگر نمی‌توانستند از کلیسای قدیمی استفاده کنند. تأسیسات شامل اتاق تمرین برای گروه فضای انباری جهت نگهداری ابزار موسیقی و لباس‌ها و دفاتری جهت امور مدیریتی می‌باشد. ساختمان همچنین در همسایگی نزدیک با گرینل آرنا، مکان تمرین گروه پرکاشن بود. علاوه بر این، ساخت و ساز انرژی کارآمد و سازگار با محیط زیست است. تحقیقات در مورد تأسیسات در اکتبر سال ۲۰۰۹ آغاز شد و شروع ساخت وساز در آوریل سال بعد شروع شد. هنگام کنسرت فصل بهار سال بعد در ۱۶ آوریل سال ۲۰۱۱ گروه افتتاحیهٔ اولیه و ضعیفی برگزار نموده؛ جایی که اعضای گروه واکثریت عموم دعوت شده بودند تا ساختمان را که هنوز در حال ساخت بود بازدید کنند. افتتاحیه رسمی در پنجم نوامبر سال ۲۰۱۱- روز بازگشت به خانه- برگزار شد.